# Imasugu Kiss Me
"Imasugu Kiss Me" (今すぐKiss Me, Imasugu kissu mi) é o segundo single lançado pela banda de rock japonesa LINDBERG [ja]. Lançado em 7 de fevereiro de 1990. A editora é a Tokuma Japan Communications [ja].
Foi usada como música tema do drama Sekai de Ichiban Kimi ga Suki! [ja], que foi transmitido no Japão de janeiro a março de 1990.
1º lugar na parada de sucessos da  Oricon (1º lugar em um total de 3 vezes a cada duas semanas desde 5 de março de 1990). Em 1990, alcançou o número 3 na parada anual de singles. O primeiro hit de LINDBERG e o maior hit.
É usado para a melodia de partida da estação Nishi-Koizumi (Linha Tobu Koizumi) na província de Gunma, Japão.

## Gravação
Todas as letras: Miyuki Asano(朝野深雪)
1. Imasugu Kiss Me (3:32)
  - Compositor: Tatsuya Hirakawa [ja], Arranjo: Tatsuhito Inoue [jja]
2. STEP IN NOW (4:06)
  - Composição: Tatsuhito Inoue, Arranjo: LINDBERG, Tatsuhito Inoue